# 416 (szám)
A 416 (római számmal: CDXVI) egy természetes szám.

## A szám a matematikában
A tízes számrendszerbeli 416-os a kettes számrendszerben 110100000, a nyolcas számrendszerben 640, a tizenhatos számrendszerben 1A0 alakban írható fel.
A 416 páros szám, összetett szám, kanonikus alakban a 25 · 131 szorzattal, normálalakban a 4,16 · 102 szorzattal írható fel. Tizenkettő osztója van a természetes számok halmazán, ezek növekvő sorrendben: 1, 2, 4, 8, 13, 16, 26, 32, 52, 104, 208 és 416.
A 416 négyzete 173 056, köbe 71 991 296, négyzetgyöke 20,39608, köbgyöke 7,46502, reciproka 0,0024038. A 416 egység sugarú kör kerülete 2613,80509 egység, területe 543 671,45826 területegység; a 416 egység sugarú gömb térfogata 301 556 435,5 térfogategység.